# آیتوگان (شهرستان استرلیباشفسکی، باشقیرستان)
آیتوگان (انگلیسی: Aytugan, Sterlibashevsky District, Republic of Bashkortostan) یک شهرک در شهرستان استرلیباشفسکی استان باشقیرستان کشور روسیه است.